# سكوت بارون (تنس)
سكوت بارون (بالإنجليزية: Scott Barron)‏ مواليد 27 أغسطس 1974 في دبلن، هو لاعب كرة مضرب أيرلندي سابق وكان يلعب باليد اليمنى. أعلى تصنيف له في الفردي كان المركز الـ 263 في سنة 2001. أعلى تصنيف له في الزوجي كان المركز الـ 390 في سنة 1997. سبق أن شارك في دورة الألعاب الأولمبية الصيفية.

## روابط خارجية
- سكوت بارون على موقع رابطة محترفي التنس (الإنجليزية)
- سكوت بارون على موقع الاتحاد الدولي لكرة المضرب (الإنجليزية)
- سكوت بارون على موقع كأس ديفيز (الإنجليزية)
- سكوت بارون على موقع خلاصة التنس.كوم (الإنجليزية)
- سكوت بارون على موقع أوليمبيديا (الإنجليزية)